# Albertine Rahéliarisoa
Albertine Rahéliarisoa (ur. 15 czerwca 1961) – madagaskarska lekkoatletka specjalizująca się w biegach średniodystansowych, uczestniczka igrzysk olimpijskich.
Reprezentowała Madagaskar na Letnich Igrzyskach Olimpijskich 1980 odbywających się w Moskwie. Startowała w biegach na 800 i 1500 m. W obu konkurencjach kończyła rywalizację na eliminacjach. W 1985 zdobyła złoty medal podczas igrzysk wysp Oceanu Indyjskiego w biegu na 1500 metrów.
Rekordy życiowe:
- 800 m 2:11,67 (1980)
- 1500 m – 4:30,1 (1979)